# درس الفن
درس الفن(بالإنجليزية: The Art Lesson) هو كتاب مصوّر للأطفال نُشر سنة 1989، من تأليف ورسم تومي دي باولا. صدر الكتاب عن دار نشر ترومبيت، ويتناول موضوع التفاهم والتوصل إلى حلول وسط.
حُظي الكتاب باستقبال نقدي إيجابي، وكان من بين أفضل كتب الصور للأطفال بحسب صحيفة نيويورك تايمز في عام 1989.

## القصة
تدور أحداث القصة حول شخصية تومي، وهو طفل شغوف بالرسم والتلوين، يحب إهداء رسوماته لأقاربه وأصدقائه، ويقوم بالرسم في كل مكان يصل إليه، بما في ذلك الأرصفة وملاءات السرير وحتى الجدران. في عيد ميلاده، يحصل تومي على علبة ألوان تحتوي على أربع وستين لونًا، لكنه يُفاجأ في الصف الأول بأن معلمته الجديدة لا تسمح له باستخدام ألوانه الخاصة، وتفرض عليه أن يرسم نفس الشيء الذي يرسمه بقية زملائه، باستخدام عدد قليل من ألوان المدرسة وعلى ورقة واحدة فقط. وللتغلب على هذا التقييد، يتوصل تومي إلى اتفاق مع معلمة الفنون يرسم في الصفحة الأولى ما تطلبه المدرسة باستخدام ألوانهم، وفي الصفحة الثانية يعبر عن فنه الخاص باستخدام ألوانه الجديدة.

## في الثقافة الشعبية
حُظي الكتاب بحضور لافت في وسائل الإعلام، حيث جرى تقديمه ضمن إحدى حلقات البرنامج التلفزيوني وقت الحكايات مع كينو، الذي يهتم بقراءة القصص للأطفال.
كما أُشير إلى الكتاب خلال ظهور المؤلف تومي دي باولا في إحدى حلقات المسلسل التعليمي بارني والأصدقاء، ضمن الحلقة التي حملت عنوان ارسم هذه الصورة، حيث تطرق فيها إلى مضمون الكتاب وأهميته في تشجيع الأطفال على الإبداع الفني.